# Consul (diplomat)

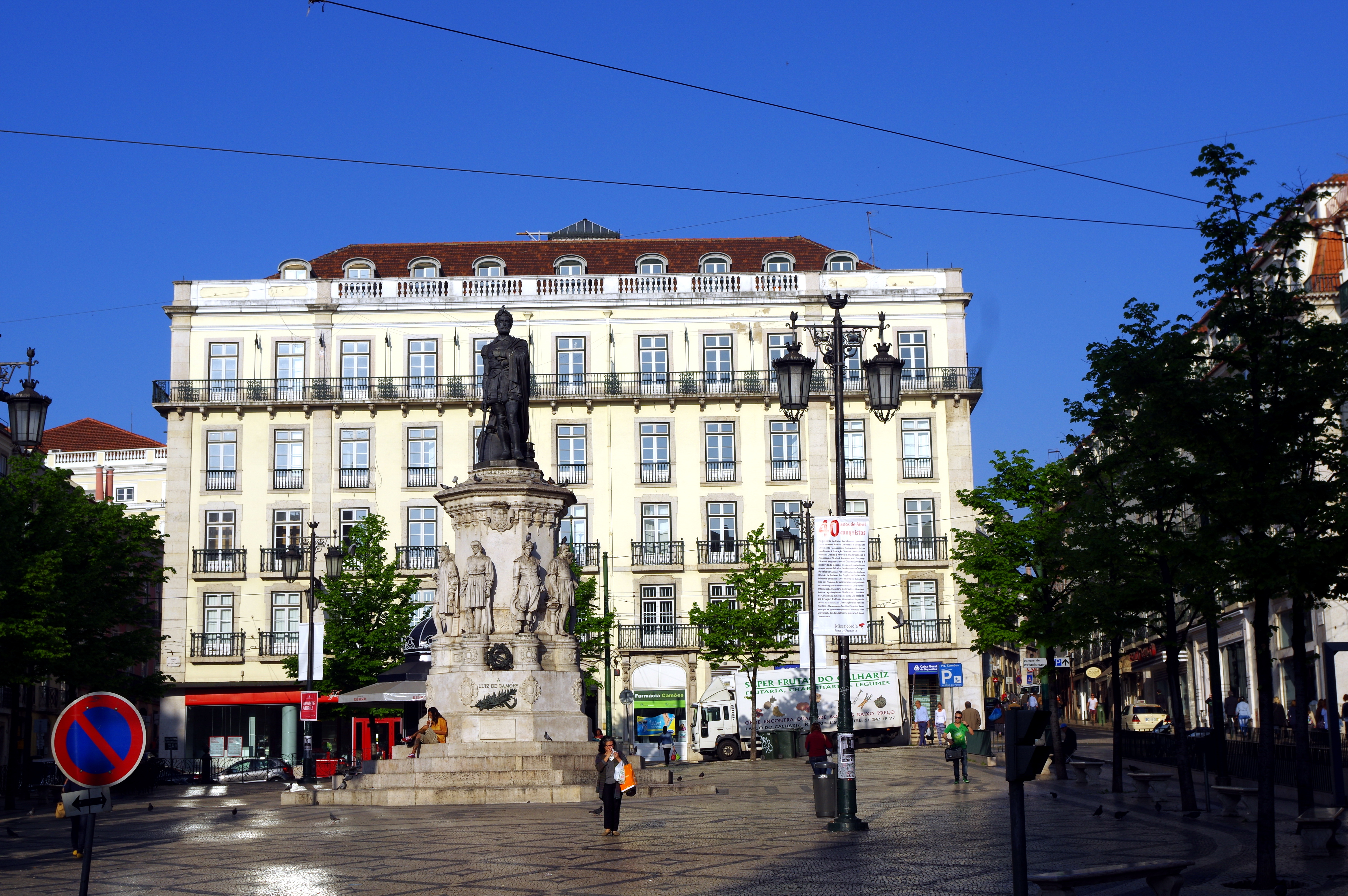
Consulatul Braziliei la Lisabona

Un consul este un reprezentant oficial al guvernului unui stat pe teritoriul altui stat, având misiunea de a-i ajuta și proteja pe cetățenii din țara sa  și de a facilita relațiile comerciale și de prietenie între cetățenii celor două țări. Consulul și ambasadorul au roluri diferite, acesta din urmă fiind un reprezentant al unui șef de stat pe lângă șeful altui stat. Poate fi un singur ambasador al unei țări într-o altă țară, reprezentându-l pe șeful de stat al primei țări în cea de-a doua țară și având ca atribuții menținerea relațiilor diplomatice dintre cele două țări; cu toate acestea, pot exista mai mulți consuli, câte unul în fiecare dintre orașele principale, furnizând asistență în chestiuni birocratice atât cetățenilor țării de proveniență care călătoresc sau locuiesc în străinătate, cât și cetățenilor țării în care se află consulul care doresc să călătorească sau să aibă relații comerciale cu țara de proveniență a consulului.